# Parmenide
Parmènide di Elea (in greco antico: Παρμενίδης?, Parmenídēs; Elea, 515 a.C./510 a.C., 544 a.C./541 a.C. – 450 a.C.) è stato un filosofo greco antico, autore del poema Sulla natura.
Viene considerato il fondatore dell'ontologia, con cui ha influenzato l'intera storia della filosofia occidentale. Secondo una tesi accreditata fu il filosofo dell'essere statico e immutabile, in contrasto col divenire di Eraclito, secondo il quale viceversa «tutto scorre», anche se, ad una lettura più attenta, i due presentano diversi aspetti in comune.
A lui si deve la nascita della scuola eleatica a cui appartenevano anche Zenone di Elea e Melisso di Samo.
La rivalità tra Parmenide ed Eraclito è stata reintrodotta negli odierni dibattiti sulla concezione del tempo, e della fisica moderna.

## Biografia
Parmenide nacque in Magna Grecia, ad Elea (Velia in epoca romana, oggi Ascea in Campania), da una famiglia aristocratica. Della sua vita si hanno poche notizie.
Secondo Speusippo, nipote di Platone, sarebbe stato chiamato dai suoi concittadini a redigere le leggi della sua città. Secondo Sozione fu discepolo del pitagorico Aminia, per altri fu probabilmente discepolo di Senofane di Colofone. Ad ogni modo, in base agli scavi archeologici effettuati qualche decennio fa nell'attuale Cilento, appare come vera la tesi di Sozione. Molto probabilmente Parmenide è stato un pitagorico discepolo di Aminia, cui fece ergere una statua. E il motivo del linguaggio criptico usato nel suo poema Peri Physis, ("Sulla Natura"), risiede proprio nel fatto che nella scuola pitagorica venisse richiesto uno sforzo conoscitivo - razionale all'iniziando. 
Ad Elea fondò inoltre una scuola, insieme al suo discepolo prediletto Zenone e con l'altro discepolo Melisso. Platone nel Parmenide riferisce di un viaggio che negli anni della vecchiaia Parmenide intraprese alla volta di Atene, dove conobbe Socrate da giovane col quale ebbe una vivace discussione.

## Il poemaSulla natura
L'unica opera di Parmenide è il poema in esametri intitolato Sulla natura, di cui alcune parti sono citate da Simplicio in De coelo e nei suoi commenti alla Fisica aristotelica, da Sesto Empirico e da altri scrittori antichi.
Di tale poema ci sono giunti ad oggi diciannove frammenti, alcuni dei quali allo stato di puro stralcio, che comprendono un Proemio e una trattazione in due parti: La via della Verità e La via dell'Opinione; di quest'ultima abbiamo solo pochi versi. Tuttavia, è importante premettere, ai fini della comprensione dell'opera in rapporto ad una buona contestualizzazione storico - culturale, che Parmenide quasi certamente sia stato un pitagorico, siccome aveva avuto come maestro Aminia. Lo stacco di Parmenide rispetto alla dottrina pitagorica è insito nelle conseguenze della scoperta della radice di 2. Questo numero con la parte decimale interminabile mandò in crisi il pensiero pitagorico, smuovendone le premesse e svelando come queste possano essere sempre discutibili. La conseguenza innegabile , siccome era falso il suo contrario proprio a causa della scoperta di quel numero, fu che il Vuoto o Nulla tra un numero pieno e un altro non fosse, cioè non potesse esistere. Questo è un dato imprescindibile per capire perché Parmenide avesse affermato che il Non - Essere non fosse e che la realtà fosse una e continua, oltre alle motivazioni che risiedono nei ferrei ed innegabili principi/procedimenti logici da lui affermati con grande chiarezza e inconfutabilmente. Su tutti si ricordino il principio di non - contraddizione e il principio di identità. 

### L'Essere
(Parmenide, Il poema sulla natura, o Della natura; II, III)
Nel Poema sulla natura Parmenide sostiene che la molteplicità e i mutamenti della totalità del mondo fisico sono illusori, e afferma, contrariamente al senso comune, la realtà dell'Essere: immutabile, ingenerato, finito, immortale, unico, omogeneo ed immobile.
La narrazione si snoda intorno al percorso intellettuale del filosofo che racconta il suo viaggio immaginario verso la dimora della dea Dike (dea della Giustizia), la quale, aprendo la porta chiusa cui era giunto nel viaggio su esortazione delle Fanciulle della notte, permette all'altra dea che stava oltre la porta, la dea Mnemosine, la Memoria, di mostrargli il «cuore inconcusso della ben rotonda verità».
La splendida donna, in quanto tutrice dell'ordine cosmico, sarebbe vista in tal senso anche come garante dell'ordine logico, cioè del corretto filosofare. La dea mostra al filosofo la via dell'opinione, che conduce all'apparenza e all'inganno, e la via della verità che conduce alla sapienza e all'Essere (τὸ εἶναι, tò èinai).
Pur non specificando cosa sia questo essere, Parmenide è il filosofo che per primo ne mette a tema esplicitamente il concetto; su di esso egli esprime soltanto una lapidaria formula, la più antica testimonianza in materia, secondo la quale «l'essere è, e non può non essere», «il non-essere non è, e non può essere»:
(Parmenide, Sulla Natura, fr. 2, vv 3;5 - raccolta DIELS KRANZ / fonti: Simplicio, Phys. 116, 25. Proclo, Comm. al Tim.)
Con queste parole Parmenide intende affermare che niente si crea dal niente (ex nihilo nihil fit), e nulla può essere distrutto nel nulla. Già i primi filosofi greci avevano cercato l'origine (o ἀρχή, archè) della mutevolezza dei fenomeni in un principio statico che potesse renderne ragione, non riuscendo a spiegarsi il divenire. Ma i cambiamenti e le trasformazioni a cui è soggetta la natura, tali per cui alcune realtà nascono, altre scompaiono, secondo Parmenide non hanno semplicemente motivo di esistere, essendo pura illusione, se si guarda ad essi come cambiamenti che portano alla morte o al Nulla come approdo finale, ma, se invece si guarda alle trasformazioni - che è un'interpretazione molto verosimile e più sistematica con il Peri Physis - come mutamenti che mantengono sempre in vita tra nascondimento e svelamento delle varie forme e cose nel corso delle trasformazioni, il divenire sarà ammissibile, ma solamente tra gli enti particolari - senza che questi però abbiano a perdere la loro identità più intrinseca e profonda - e non nella totalità dell'universo, a condizione che segua le leggi universali che la Giustizia e la Necessità hanno inscritto nell'Essere e a condizione che il cambiamento negli enti particolari non sia mai velleitario. Ciò significa che l'intelletto è sempre un logos particolare in sintonia con il Logos universale  che è nell'Essere, non potrà mai essere un nous che in maniera arbitraria con i suoi calcoli porta l'umano a muovere le mani per farsi fortuna cambiando tutto soggettivamente a discapito della necessità e delle urgenze comuni, come quelle di una comunità nella sfera pubblica, e tentando di oggettivare l'Intero che è Essere, (sarebbe uno sforzo velleitario e stolto che cercherebbe di negare la connessione di tutto ciò che è con tutto ciò che è). A tali affermazioni Parmenide giunge promuovendo per la prima volta un pensiero basato non più su spiegazioni mitologiche del cosmo, ma su un metodo razionale, servendosi in particolare del principio di non-contraddizione, da cui si traggono dialettizzando le seguenti conclusioni:
- L'Essere è immobile perché se si muovesse sarebbe soggetto al divenire, e quindi ora sarebbe, ora non sarebbe.
- L'Essere è Uno perché non possono esserci due Esseri: se uno è l'essere, l'altro non sarebbe il primo, e sarebbe quindi non-essere. Allo stesso modo per cui, se A è l'essere, e B è diverso da A, allora B non è: qualcosa che non sia Essere non può essere, per definizione.
- L'Essere è immutabile ed eterno perché non può esserci un momento in cui non sarà più, o non è ancora: se l'essere fosse solo per un certo periodo di tempo, a un certo punto non sarebbe, e si cadrebbe in contraddizione.
- L'Essere è dunque ingenerato e immortale, poiché in caso contrario implicherebbe il non essere: la nascita significherebbe essere, ma anche non essere prima di nascere; e la morte significherebbe non essere, ovvero essere solo fino a un certo momento.
- L'Essere è indivisibile, perché altrimenti richiederebbe la presenza del non-essere come elemento separatore.

L'Essere risulta così vincolato dalla necessità (ἀνάγχη, anànche), che è il suo limite ma al contempo il suo fondamento costitutivo: «la dominatrice Necessità lo tiene nelle strettoie del limite che lo rinserra tutto intorno; perché bisogna che l'essere non sia incompiuto».

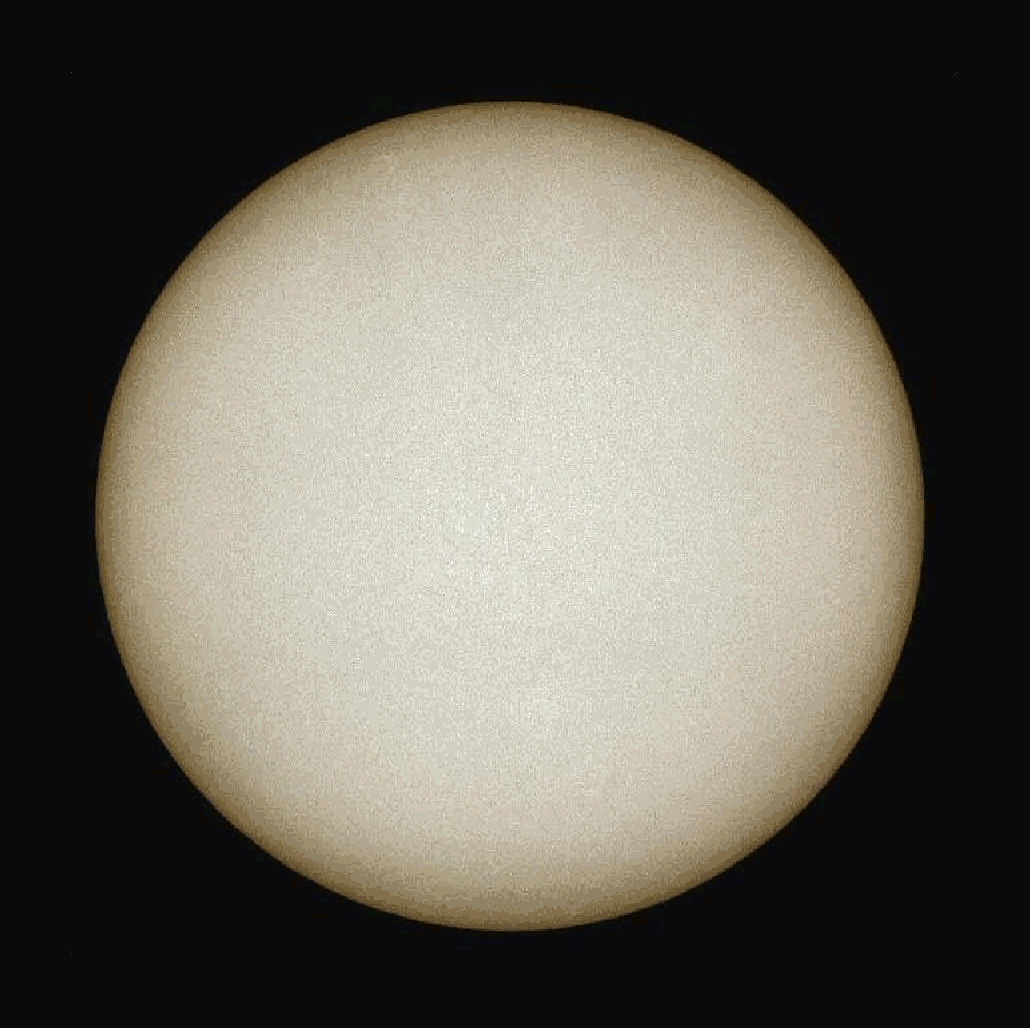
L'Essere secondo Parmenide: privo di imperfezioni e identico in ogni sua parte come una sfera

Parmenide paragona l'Essere a una sfera perfetta, sempre uguale a se stessa nello spazio e nel tempo, chiusa e finita (per gli antichi greci il finito era sinonimo di perfezione). La sfera è infatti l'unico solido geometrico che non ha differenze al suo interno, ed è uguale dovunque la si guardi; l'ipotesi collima suggestivamente con la teoria della relatività di Albert Einstein che nel 1900 dirà: «Se prendessimo un binocolo e lo puntassimo nello spazio, vedremmo una linea curva chiusa all'infinito» in tutte le direzioni dello spazio, ovvero, complessivamente, una sfera (per lo scienziato infatti l'universo è finito sebbene illimitato, fatto di uno spazio tondo ripiegato su se stesso).
Fuori dell'Essere non può esistere nulla, perché il non-essere, secondo logica e secondo evidenza, non è, per sua stessa definizione. Il divenire attestato basandosi esclusivamente sui sensi, secondo cui gli enti ora sono e ora non sono, è una mera illusione (che sembra che appaia, ma che in realtà non è). La vera conoscenza dunque non deriva dai relativi sensi nel loro sentire senza avvertire o nel loro solo avvertire senza riflettere, ma procede dalla ragione intesa come logos - termine la cui matrice è già riscontrabile in Parmenide, anche se verrà indicato e coniato da Eraclito - che procede a sua volta dal "tiomós", l'entusiasmo, lo slancio alla base e verso lo sforzo conoscitivo iniziatico indicato da Parmenide in uno dei primissimi esametri del Proemio del Peri Physis.
«Non c'è nulla di errato nell'intelletto che prima non sia stato negli erranti sensi» è la frase che d'ora in poi sarà attribuita a Parmenide. Il pensiero è dunque la via maestra per cogliere la verità dell'Essere: «ed è lo stesso il pensare e pensare che è. Giacché senza l'essere […] non troverai il pensare», a indicare come il pensiero si trovi nell'Essere. Pensare il Nulla, il vuoto o il Non - Essere è difatti impossibile, il pensiero è necessariamente pensiero dell'Essere. Di conseguenza, poiché è sempre l'essere a muovere il pensiero, la pensabilità di qualcosa dimostra l'esistenza dell'oggetto pensato, anche se comunque va tenuto presente che il pensiero non possa produrre certezze ma bensì solo svelarle dialetticamente o per via negationis. E tale identità immediata di essere e pensiero, a cui si giunge scartando tutte le impressioni e i falsi concetti derivanti dai sensi, abbandonando ogni dinamismo del pensiero, accomuna Parmenide alla dimensione mistica delle filosofie apofatiche orientali, come il buddhismo, il taoismo e l'induismo.
Una volta stabilito che l'Essere è, e che il Non-essere non è, restava tuttavia da spiegare come nascesse l'errore dei sensi, dato che nell'Essere non ci sono imperfezioni, e perché gli uomini tendano a prestare fede al divenire attribuendo l'essere al non-essere. Parmenide si limita ad affermare che gli uomini si lasciano guidare dall'opinione (δόξα, doxa), anziché dalla verità, ossia giudicano la realtà in base all'apparenza, secondo procedimenti illogici. L'errore in definitiva è una semplice illusione, e dunque, in quanto non esiste, non si può trovargli una ragione. Compito del filosofo è unicamente quello di rivelare la nuda verità dell'Essere nascosta sotto la superficie degli inganni. Il tema sarà ripreso da Platone che cercherà una soluzione al conflitto tra l'essere e il molteplice; per sciogliere il dramma umano costituito dal senso greco del divenire (per cui tutto muta) che si scontra con una ragione, altra dimensione fondamentale della grecità, che è portata a negarlo, Platone concepirà il non-essere non più alla maniera di Parmenide ossia in antitesi rispetto all'essere, ma come diverso dall'essere in senso relativo, nel tentativo di dare una spiegazione razionale anche al tempo e al molteplice.
Il rigore logico di Parmenide gli valse inoltre l'appellativo di "venerando e terribile" da parte di Platone.
Essere come "Luce e Notte"
Parmenide, al cospetto di Mnemosine, riceve e accoglie le sue rivelazioni sulla Verità "ben rotonda" e sull'Essere. Il primo aspetto della Verità universale che salta subito all'occhio anche se implicito è che il Principio, l'Arché in questione, (l'Essere), non possa essere inteso come un Uno senza differenze nella sua unicità da cui poi ne derivino la molteplicità e le forme che esistono con le loro differenze: tutto ciò che era, è e sempre sarà, cioè è possibile la trasformazione da uno stato ad un altro di una cosa, un ente o una sostanza, ma la morte non avrà mai l'ultima affermazione. L'illusione della nascita e della morte verosimilmente sta a significare che gli enti prima erano qualcosa, ora sono una forma, poi anche se passanti per la morte saranno ma in un altro stato e in un altro luogo, magari ultraterreno. Ma sicuramente non esiste essere che vada a generare una forma dal non - essere, perché il Nulla è il Nulla e non può generare Essere, ("Infatti, questo non potrà mai imporsi: che siano le cose che non sono!"), né è pensabile. Lo conferma il principio d'identità secondo cui una cosa è uguale a se stessa, non può fisiologicamente, intrinsecamente per sua autentica natura essere diversa da quello che è. Così il Nulla è il Nulla. Ma il tratto peculiare delle rivelazioni della dea insiste nel carattere differenziato dell'Essere: anche se è unico e uguale nella sua inviolabilità e unicità rispetto al Vuoto o Non - Essere che non è, l'Essere è come un tutto che è "pieno ugualmente di luce e di notte oscura", (dal Peri Physis, a cura di Giovanni Reale).
"Con nessuna delle due c'è il nulla." L'ambivalenza nell'Essere, che va a rafforzare la sua unicità assieme alla sua necessità, ai suoi limiti e al carattere identico - carattere che svela la non totale diversità da ciò che è, è data dalla Luce e dalla Notte. Si tratta di una metafora molto evocativa e molto suggestiva, la cui comprensione richiede di superare il solo significato esistentivo legato a Essere - Nulla. La Notte è nascondimento, silenzio; la Luce è svelamento, parola. L'Essere ha in sé la Luce e la Notte come un'alternanza. E chiaramente è la Notte ad essere funzionale alla Luce, dal silenzio viene la parola, perché la Verità incede, avanza attraverso e per mezzo della Non - Verità. Anche un abisso di Notte, nascondimento, ombra e silenzio è, perché nessuno di questi è nulla. Ed è nella memoria che è insito il seme, anche se assente esplicitamente ma presente implicitamente, del ricordo delle connessioni e delle trasformazioni delle forme. Lo conferma il frammento che nella prima parte sull'Essere e sulla Verità recita: "Considera come cose che pur sono assenti, alla mente siano saldamente presenti; infatti non potrai recidere l'essere dal suo essere congiunto con l'essere, né come disperso dappertutto in ogni senso nel cosmo, né come raccolto insieme."

## Parmenide e la scuola di Elea

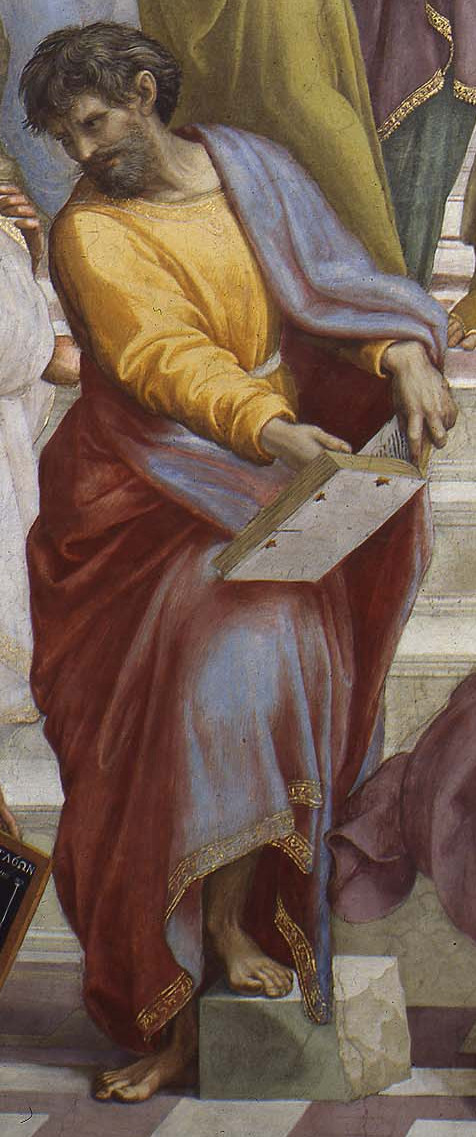
Parmenide ne "La scuola di Atene", affresco di Raffaello Sanzio

Parmenide fu il fondatore della scuola di Elea, dove ebbe vari discepoli, il più importante dei quali fu Zenone. Il metodo usato dagli eleati era la dimostrazione per assurdo, con cui confutavano le tesi degli avversari giungendo a dimostrare la verità dell'Essere, nonché la falsità del divenire e delle impressioni dei sensi, per una "impossibilità logica di pensare altrimenti".
Stupiva i contemporanei un ragionamento che scaturiva dalla radicale contrapposizione essere/non-essere e da un'immediata conseguenza del principio di non-contraddittorietà dell'essere e del pensiero, teorizzato in seguito da Aristotele come evidenza prima e indimostrabile alla ragione senza la quale diverrebbe impossibile qualsiasi conoscenza necessaria-filosofica, restando solo il mondo dell'opinione.
Parmenide e gli eleati si contrapponevano soprattutto al pensiero di Eraclito, loro contemporaneo, filosofo del divenire che basava la conoscenza interamente sui sensi. Nella prospettiva della storia della filosofia, sarà quindi Hegel a concepire l'essere in maniera radicalmente opposta a Parmenide.
Anche l'atomismo democriteo intese contrapporsi alla teoria eleatica dell'Essere (che aveva cercato una soluzione al problema dell'archè negando alla radice un fondamento originario al divenire), presupponendo gli atomi e uno spazio vuoto, diverso dagli atomi, in cui essi potessero muoversi, ipotizzando in un certo senso una convivenza di essere e non-essere.
In seguito furono i sofisti a cercare di confutare il pensiero degli eleati, opponendo al loro sapere certo e indubitabile (επιστήμη, epistéme) sia il relativismo di Protagora, sia il nichilismo di Gorgia. Uno dei maggiori problemi sollevati da Parmenide riguardava in particolare l'impossibilità di oggettivare l'Essere, di darne un predicato, di sottrarlo all'astrattezza formale con cui egli l'aveva enunciato, e che sembrava contrastare con la pienezza totale del suo contenuto. Fu seguendo questa strada che Platone, nel tentativo di risolvere il problema, approderà al mondo delle idee.

## L'interpretazione della "doxa"
Giovanni Reale ha elencato le diverse interpretazioni contemporanee sullo statuto e il significato dell'opinione ed il suo rapporto con la verità. Accanto ad una lettura che le vede contrapporre radicalmente, ne esiste una diversa, che Reale appoggia, secondo cui l'opinione (δόξα, doxa) non è da intendersi in Parmenide come negazione assoluta della verità, ma come un modo improprio di accostarsi ad essa. Non si tratterebbe cioè di puro non-essere, della via dell'errore scartata a priori, ma di una terza possibilità in cui i fenomeni (δοκοῦντα, dokùnta) sarebbero entità pensabili e quindi plausibili, se non altro come manifestazioni esteriori del fondamento occulto e autentico dell'Essere. Nelle parole della Dea, infatti, Parmenide è chiamato a conoscere anche «le opinioni dei mortali, in cui non è certezza verace; eppure anche questo imparerai: come l'esistenza delle apparenze sia necessario ammetta colui che in tutti i sensi tutto indaga».
Si tratta di un'interpretazione condivisa in varia misura anche da Hans Schwabl, Mario Untersteiner, Giorgio Colli, Luigi Ruggiu, sebbene respinta da altri, che farebbe di Parmenide un anticipatore della futura ontologia platonica, mentre i suoi discepoli avrebbero invece mantenuto una concezione più rigorosa dell'essere, quella tradizionalmente attribuita agli eleati.

## Neoparmenidismo
Tra le filosofie volte al recupero del pensiero classico in chiave attuale, in direzione del quale si sono mossi specialmente gli studi di Martin Heidegger e di Gustavo Bontadini, l'opera di Emanuele Severino si segnala come una parziale ripresa della dottrina di Parmenide, e viene perciò definita «neoparmenidismo». In particolare nel suo scritto Ritornare a Parmenide, Severino intende proporre un'originale reinterpretazione delle categorie fondamentali del pensiero moderno alla luce della rigorosa logica dell'Eleate.

### Fonti
- Diogene Laerzio, Vite e dottrine dei più celebri filosofi, Testo greco a fronte, a cura di Giovanni Reale con la collaborazione di Giuseppe Girgenti e Ilaria Ramelli, Milano, Bompiani, 2005.
- Parmenide, Sulla Natura o Peri Physis, a cura di Giovanni Reale.

### Edizioni e traduzioni
- Pilo Albertelli, Gli Eleati: testimonianze e frammenti, Bari, Laterza, 1938.
- Renzo Vitali, Parmenide d'Elea. Peri physeos, una ricostruzione del Poema, Faenza, Lega, 1977.
- Giovanni Reale, Luigi Ruggiu, Parmenide. Poema sulla natura, Milano, Rusconi, 1991.
- Giovanni Cerri, Parmenide. Poema sulla natura, Milano, BUR, 1999.
- Albino Nolletti, Che cos'è l'Essere di Parmenide: spiegazione di un enigma filosofico Testo greco a fronte, Teramo, La Nuova Editrice, 2004.
- I presocratici. Prima traduzione integrale con testi originali a fronte delle testimonianze e dei frammenti di Hermann Diels e Walther Kranz, a cura di Giovanni Reale, Milano, Bompiani, 2006.
- Mario Untersteiner, Eleati. Parmenide, Zenone, Melisso. Testimonianze E Frammenti Testo greco a fronte, Milano, Bompiani, 2011.
- Parmenide, Dell'origine. Testo greco a fronte, a cura di Angelo Tonelli, Milano, Feltrinelli, 2023.

### Studi
- Emanuele Severino, Ritornare a Parmenide [1964], in Essenza del nichilismo, pp. 19–61, Paideia, Brescia 1972.
- Carlo Diano, Parmenide in Studi e saggi di filosofia antica, 1973 (successivamente ne Il pensiero greco da Anassimandro agli Stoici, Bollati Boringhieri, 2007 e 2018).
- Luigi Ruggiu, Parmenide, Venezia, Marsilio 1975.
- Antonio Capizzi, Introduzione a Parmenide, Laterza, Roma-Bari 1975.
- Antonio Capizzi, La porta di Parmenide. Due saggi per una nuova lettura del poema, Edizioni dell'Ateneo, Roma 1975.
- Guido Calogero, Studi sull'eleatismo [Roma 19321], La Nuova Italia, Firenze 1977.
- Edward Hussey, I presocratici, trad. di L. Rampello, Mursia, Milano 1977.
- Klaus Heinrich, Parmenide e Giona. Quattro studi sul rapporto tra filosofia e mitologia, Guida, Napoli 1988.
- Giovanni Casertano, Parmenide il metodo la scienza l'esperienza, Loffredo, Napoli 1989.
- Karl Popper, Il mondo di Parmenide. Alla scoperta dell'illuminismo presocratico, Piemme, Casale Monferrato 1998.
- Martin Heidegger, Parmenide, a cura di F. Volpi, Adelphi, Milano 1999.
- Hans-Georg Gadamer, Scritti su Parmenide, a cura di G. Saviani, Filema, Napoli 2002.
- Giorgio Colli, Gorgia e Parmenide. Lezioni 1965-1967, Adelphi, Milano 2003.
- Néstor-Luis Cordero, By Being, It is. The Thesis of Parmenides, Parmenides Publishing, Las Vegas 2004.
- Massimo Pulpito, Parmenide e la negazione del tempo. Interpretazioni e problemi, LED, Milano 2005.
- Andrea Sangiacomo, La sfida di Parmenide. Verso la Rinascenza, Il Prato, Padova 2007.
- Michele Abbate, Parmenide e i neoplatonici. Dall'Essere all'Uno e al di là dell'Uno, Edizioni dell'Orso, Alessandria 2010.
- Ugo di Toro, L'enigma Parmenide. Poesia e filosofia nel proemio, Aracne, Roma 2010.
- Franco Ferrari, Il migliore dei mondi impossibili. Parmenide e il cosmo dei Presocratici, Aracne, Roma 2010.
- Massimo Donà, Parmenide. Dell'essere e del nulla, Alboversorio, Milano 2012.
- Donato Sperduto, Il divenire dell'eterno, Aracne, Roma 2012.